# Гёязань (футбольный клуб)
«Гёязань» (азерб. Göyəzən Futbol Klubu) — азербайджанский футбольный клуб. Выступает в Первом дивизионе чемпионата Азербайджана по футболу. Был основан в 1978 году. Представляет в чемпионате северо-западный регион Азербайджана, город Казах. Назван в честь горы Гейазан, находящейся неподалёку от города Казах.
В 1987—1991 годах команда играла во второй лиге СССР, в сезонах 1992, 2004/05 и 2005/06 — в высшем дивизионе Азербайджана.

## Из истории клуба
- В 1986 году становился чемпионом Азербайджанской ССР[3].
- В первом национальном чемпионате независимого Азербайджана, прошедшем в 1992 году, занял предпоследнее 23 место.